# Derg

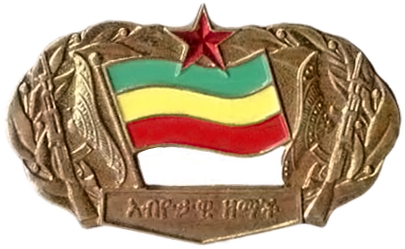
A Derg címere 1979-ben

A Derg (ge'ez nyelven: bizottság vagy tanács) egy kommunista katonai főtisztekből álló junta, amely 1974 és 1987 között irányította Etiópiát.
Teljes eredeti neve: Fegyveres Erők, Rendőrség és Tartományi Hadsereg Irányító Bizottsága. A Derg uralma az etióp polgárháború (1974-1991) legnagyobb részére kiterjedt, melyet a hatalom megszerzéséért és megtartásáért folytatott harcokban több tízezer kivégzett és ítélet nélkül börtönbe vetett áldozat jellemez.

## Út a hatalomhoz
A Derget 1974 júniusában alapította az etióp hadseregben elterjedt lázadásban részt vevő tisztek egy csoportja. A bizottság tagjainak száma eredetileg 120 volt, és ez csak csökkent, mert új tagokat nem vettek fel, a régiek közül pedig többet kizártak vagy kivégeztek. A Derg elnökének Mengisztu Hailé Mariam őrnagyot, alelnökének Atnafu Abate őrnagyot választották meg.
A szervezet fellépett a hadseregben tapasztalt visszaélések és korrupció ellen, majd I. Hailé Szelasszié császártól megkapta a jogot, hogy nemcsak katonatisztek, de kormányzati tisztviselőket is letartóztathat ezekkel a vádakkal.
Rövid időn belül Tsehafi Taezaz Aklilu Habte-Wold és Endelkachew Makonnen volt miniszterelnökök, kormányaik legtöbb tagja, a vidéki kormányzók, a hadsereg főtiszteinek és a császári udvar tisztviselőinek jelentős része börtönbe került.
Miután augusztusban a császárnak alkotmányos monarchia bevezetését javasolta, a Derg megkezdte a császári kormányzat elleni hadjáratát, hogy a további reformoknak elébe vágjon. 1974. szeptember 12-én lemondatta és börtönbe vetette Hailé Szelassziét, de megtartotta a császárság intézményét.
1974. szeptember 15-én a Derg átnevezte magát Ideiglenes Katonai Adminisztratív Tanáccsá és átvette a kormány feletti irányítást. Aman Andom tábornokot nevezték ki elnöknek és ideiglenes államfőnek, amíg a Genfben orvosi kezelésen tartózkodó Aszfa Vosszen koronaherceg (Hailé Szelasszié fia) visszatér a trónra, hogy alkotmányos monarchiaként kormányozza tovább Etiópiát (a herceg nem ismerte el apja lemondatását, az ő kinevezését és nem tért vissza az országba).

## Harc a vezetésért
Hamarosan ellentét támadt az elnök és a Derg tagjai között, amikor Aman Andom ellenezte, a Derg mégis elrendelte az eritreai felkelők elleni támadást és több császárhű főtiszt kivégzését. Miután eltávolították az Andomhoz hű műszaki, testőrségi és légierős alakulatokat, 1974. november 24-én lemondatták az elnököt majd elrendelték az ő és 60 császári kormányzati tiszt kivégzését.
Az új elnök és egy személyben az államfő is Tafari Benti tábornok lett, helyettesei pedig Mengisztu Hailé Mariam és Atnafu Abate. 1975 májusában eltörölték a császárságot és a marxizmus-leninizmust nyilvánították az állam ideológiájává. A császárság bukását nem sokkal élte túl maga a császár sem: Hailé Szelasszié 1975. augusztus 22-én halt meg. Halálának körülményei számos találgatásra adtak okot.
A hatalmi harc újabb összecsapásának eredményeként Tafari elnök 1977. február 3-án halt meg egy rajtaütésszerű támadásban. Mengisztu számára az utolsó ellenfél Atnafu volt, akit 1977 novemberében végeztetett ki, megszerezve ezzel a párt és az ország egyedüli irányítását.
A Derg eközben sikeresen harcolt a bel- és külföldi ellenségeivel is: illegalitásba kényszerítette az Etióp Szakszervezetek Szövetsége (CELU) nevű polgári pártot (1974 vége), majd városi gerillaharcokban legyőzte utódját, az immár marxista Etióp Népi Forradalmi Pártot (EPRP, 1976-78). A konzervatív, császárhű Etióp Demokratikus Unió (EDU) 1977-ben Szudánban szerveződött meg, de 1978-ra kiszorult Etiópiából.
A Derg következő sikere a szomáliai támadás visszaverése volt az ogadeni háborúban (1977-78). Ez már jelentős nemzetközi támogatással történt, a Derg ugyanis befogadta a Szomáliából 1977-ben kiutasított 3-12.000 kubai katonát és 1000 szovjet katonai tanácsadót.

## Intézkedések
A forradalom legfontosabb problémái a belső társadalmi problémák, a földkérdés, a nemzetiségi probléma és az ország nemzetközi beilleszkedése voltak. Ezekkel a Dergnek egyszerre kellett megküzdenie.
A Derg egyik első és legfontosabb intézkedése a radikális földreform bevezetése volt. 1975 márciusától eltörölték a bérleti rendszert, a földet államosították, amiből minden termelni képes családfő maximum 10 hektáros földterületet kapott. A Derg intézkedései közül ez volt az egyetlen, amely széles körű támogatást élvezett. A reform 1979-re megtorpant, ekkor szövetkezetek alakításába kezdtek.
Még 1975-ben hozzáláttak az ipar és a városi magáningatlanok államosításához is.
A szomáliai támadás visszaverése után is komoly fegyveres harcok dúltak az országban nemzetiségi ellentétek miatt. Eritrea és Tigrinya felkelői ellen a Dergnek az 1980-as években is komoly erőket kellett bevetni (Etiópiáé volt Fekete-Afrika legnagyobb hadserege, a GDP 46%-a ment a hadi kiadásokra, miközben az egészségügy részesedése 6-ról 3%-ra csökkent).
A harcok, valamint a továbbra is jelentős korrupció, a kormányzattal szembeni ellenségeskedés miatt az élelmiszer-termelés jelentősen visszaesett. 1978-ban a Derg Nemzeti Forradalmi Fejlesztési Kampányt indított az emberi és anyagi erőforrások hatékonyabb felhasználása érdekében.
A Tízéves terv (1984/5-1993/4) egyik legfőbb célkitűzése az élelmiszer-termelés mennyiségének növelése, valamint 6,5%-os teljes, és 3,6%-os egy főre jutó GDP növekedés volt (utóbbi 0,8%-kal csökkent a kérdéses időszakban).
Ehhez járult még az 1980-as évek közepén sújtó aszály, ami az 1984-85-ben sújtó, 8 millió embert érintő és több mint egymillió halálos áldozattal járó éhínséget, valamint több százezer ember kivándorlását okozta.
Az éhség által sújtott területekről erőszakkal több millió embert telepítettek az ország más részeibe (az ehhez kapcsolható halálos áldozatok számát 50-100.000-re becsülik).
Az éhínség a nagyvilág figyelmét is Etiópiára és a Dergre irányította, az Oxfam nevű szervezet valamint a Live Aid koncertsorozat több millió dollárral próbálta a nem-kormányzati szerveket segélyezni, ám a kritikák szerint ebből a Derg is részesedett.

## Feloszlás
A belpolitikai helyzet javulásának reménytelensége (gazdasági nehézségek, az eritreai s tigrinyai felkelések sikerei) és nemzetközi körülmények változása (szovjet támogatás csökkenése) a Derg megpróbálta hatalmát átmenteni a következő rendszerbe. 1987-ben hivatalosan feloszlott, és az ország új alkotmányt kapott, elnevezése is megváltozott Etióp Népi Demokratikus Köztársaságra. A párt Etióp Munkáspártra változtatta a nevét, tagjainak nagy része azonban továbbra is kulcspozícióban maradt (Mengisztu a főtitkári posztot töltötte be és ő maradt a fegyveres erők főparancsnoka).
A Szovjetunió és a kelet-európai kommunista rendszerek összeomlásával ez a párt is elvesztette külső támogatóit. 1991-ben a különböző felkelő csoportok egymással összefogva létrehozták az Etióp Népi Forradalmi Demokrata Frontot, mely a Teodórosz-hadművelet során az ország legnagyobb részét felszabadította a Derg uralma alól.
2006 decemberében a Derg vezetői közül 73-at bűnösnek találtak népirtás vádjával. 34 főt elítéltek, 14 addigra elhunyt, 25-en pedig köztük Mengisztu (Zimbabwében) szökésben voltak.

## Fordítás
- Ez a szócikk részben vagy egészben  a   Derg című angol Wikipédia-szócikk fordításán alapul.  Az eredeti cikk szerkesztőit annak laptörténete sorolja fel. Ez a jelzés csupán a megfogalmazás eredetét és a szerzői jogokat jelzi, nem szolgál a cikkben szereplő információk forrásmegjelöléseként.